# Iris narcissiflora
Iris narcissiflora är en irisväxtart som beskrevs av Friedrich Ludwig Diels. Iris narcissiflora ingår i släktet irisar, och familjen irisväxter. Inga underarter finns listade i Catalogue of Life.